# Dub Buk
Dub Buk – ukraińska grupa muzyczna wykonująca melodyjny black metal, powstała w marcu 1997 roku w miejscowości Charków. Rok później grupa wydała swój debiutanckie demo zatytułowane Moon of Revenge.
W 1999 roku grupa nagrała demo pt. Zasynaye Ta U Vi Sni Pomyraye, tego samego roku ukazała się również kompilacja nagrań zespołu pt. Misyac Pomsty. Po przerwie w nagraniach 2003 roku nakładem Eastside Records ukazała się płyta Idu na wy!.
W 2004 roku ukazał się album pt. Rus Ponad Vse!.

## Muzycy
Obecny skład zespołu
- Istukan (Истукан) – gitara
- I.Z.W.E.R.G. (И.З.В.Е.Р.Г.) – gitara basowa, śpiew
- Wsesvit (Всэсвит) – perkusja
- Kwita Knjaże (Квіта Княже) – instrumenty klawiszowe

Byli członkowie zespołu
- Ingwar (Ингвар) – gitara, śpiew

## Dyskografia
- 1998 Moon of Revenge (Demo)
- 1999 Zasynaye Ta U Vi Sni Pomyraye (Demo)
- 1999 Misyac Pomsty (Kompilacja)
- 2003 Idu na Wy! (LP)
- 2004 Rus Ponad Vse! (LP)
- 2010 Мертві сорому не ймуть (LP)
- 2012 Under The Solar Sign (EP)
- 2014 Цвях (LP)